# 祁山镇 (礼县)
祁山镇，是中华人民共和国甘肃省陇南市礼县下辖的一个乡镇级行政单位。
2014年，甘肃省民政厅批复同意撤销祁山乡，设立祁山镇。

## 行政区划
祁山镇下辖以下地区：
康集村、严洼村、靳坪村、曾家村、川地村、祁山村、赵家村、西汉村、关陈村、何台村、李集村、早阳村、刘董村、张黄村、中王村、五一村、夏集村和杨窑村。